# Réserve naturelle della Tenuta dei Massimi
La réserve naturelle de la Tenuta dei Massimi (italien : Riserva naturale della Tenuta dei Massimi) est une zone naturelle protégée de la municipalité de Rome, comprise dans les zones Pisana et Ponte Galeria.

## Description
La réserve couvre une superficie de 868 hectares. C'est une zone de haute valeur naturelle. La Réserve est en grande partie cultivée. Elle présente de petits bois de chênes avec des spécimens de chênes-lièges. La faune reflète les systèmes agricoles adjacents : rongeurs, avec le rat sauvage; parmi les oiseaux, le faucon, le milan noir, la chouette effraie et le pic épeiche. La forêt Somaini, de grand intérêt, est annexée à la réserve.